# США на летних Олимпийских играх 1976
На летних Олимпийских играх 1976 года США представляли 396 спортсменов (278 мужчин, 118 женщин). Они завоевали 34 золотых, 35 серебряных и 25 бронзовых медалей, что вывело сборную на 3-е место в неофициальном командном зачёте.

## Медалисты

### Золото
| Медаль | Спортсмен | Вид спорта       | Дисциплина                                      |
| ------ | --- | ---------------- | ----------------------------------------------- |
| Золото | Эдвин Мозес | Лёгкая атлетика  | Мужчины, 400 м с барьерами                      |
| Золото | Харви Глэнс Джон Джоунс Миллард Хэмптон Стивен Риддик                                                                                             | Лёгкая атлетика  | Мужчины, эстафета 4×100 м                       |
| Золото | Херман Фрэзиер Бенджамин Браун Фредерик Ньюхауз Максвелл Паркс                                                                                    | Лёгкая атлетика  | Мужчины, эстафета 4×400 м                       |
| Золото | Кларенс Робинсон | Лёгкая атлетика  | Мужчины, прыжки в длину                         |
| Золото | Мак Уилкинс | Лёгкая атлетика  | Мужчины, метание диска                          |
| Золото | Уильям Дженнер | Лёгкая атлетика  | Мужчины, десятиборье                            |
| Золото | Фил Форд Стив Шеппард Адриан Дантли Уолтер Дэвис Квин Букнер Эрни Грюнфелд Кенни Карр Скотт Мэй Тейт Армстронг Том Лагард Фил Хаббард Митч Купчак | Баскетбол        | Мужчины                                         |
| Золото | Леонард Рендольф | Бокс             | Мужчины, до 51 кг                               |
| Золото | Говард Дэвис | Бокс             | Мужчины, до 60 кг                               |
| Золото | Шугар Рэй Леонард | Бокс             | Мужчины, до 63,5 кг                             |
| Золото | Майкл Спинкс | Бокс             | Мужчины, до 75 кг                               |
| Золото | Леон Спинкс | Бокс             | Мужчины, до 81 кг                               |
| Золото | Джон Петерсон | Вольная борьба   | Мужчины, до 82 кг                               |
| Золото | Эдмунд Коффин | Конный спорт     | Троеборье, личное первенство                    |
| Золото | Эдмунд Коффин Майкл Пламб Брюс Дэвидсон Мари Анна Тауски                                                                                          | Конный спорт     | Троеборье, командное первенство                 |
| Золото | Джим Монтгомери | Плавание         | Мужчины, 100 м вольным стилем                   |
| Золото | Брюс Фёрнисс | Плавание         | Мужчины, 200 м вольным стилем                   |
| Золото | Брайан Гуделл | Плавание         | Мужчины, 400 м вольным стилем                   |
| Золото | Брайан Гуделл | Плавание         | Мужчины, 1500 м вольным стилем                  |
| Золото | Джон Нэйбер | Плавание         | Мужчины, 100 м на спине                         |
| Золото | Джон Нэйбер | Плавание         | Мужчины, 200 м на спине                         |
| Золото | Джон Хенкен | Плавание         | Мужчины, 100 м брассом                          |
| Золото | Мэттью Воджел | Плавание         | Мужчины, 100 м баттерфляем                      |
| Золото | Майкл Бранер | Плавание         | Мужчины, 200 м баттерфляем                      |
| Золото | Родни Стрэчэн | Плавание         | Мужчины, 400 м комплексным плаванием            |
| Золото | Джон Нэйбер Майкл Бранер Брюс Фёрнисс Джим Монтгомери                                                                                             | Плавание         | Мужчины, эстафета 4×200 м вольным стилем        |
| Золото | Джон Нэйбер Джон Хенкен Мэттью Воджел Джим Монтгомери                                                                                             | Плавание         | Мужчины, эстафета 4×100 м комбинированная       |
| Золото | Кимберли Пейтон Джилл Стеркел Ширли Бабашофф Венди Боглиоли                                                                                       | Плавание         | Женщины, эстафета 4×100 м вольным стилем        |
| Золото | Филлип Боггс | Прыжки в воду    | Мужчины, трамплин 3 м                           |
| Золото | Дженнифер Чэндлер | Прыжки в воду    | Женщины, трамплин 3 м                           |
| Золото | Лэнни Бэшем | Стрельба         | Малокалиберная винтовка из трёх положений, 50 м |
| Золото | Дональд Хольдеман | Стрельба         | Трап                                            |
| Золото | Дэррел Пэйс | Стрельба из лука | Мужчины, личное первенство                      |
| Золото | Люанн Рион | Стрельба из лука | Женщины, личное первенство                      |

### Серебро
| Медаль  | Спортсмен | Вид спорта           | Дисциплина                                      |
| ------- | --- | -------------------- | ----------------------------------------------- |
| Серебро | Миллард Хэмптон | Лёгкая атлетика      | Мужчины, 200 м                                  |
| Серебро | Фредерик Ньюхауз | Лёгкая атлетика      | Мужчины, 400 м                                  |
| Серебро | Майкл Шайн | Лёгкая атлетика      | Мужчины, 400 м с барьерами                      |
| Серебро | Фрэнк Шортер | Лёгкая атлетика      | Мужчины, марафон                                |
| Серебро | Рэндел Уильямс | Лёгкая атлетика      | Мужчины, прыжки в длину                         |
| Серебро | Джеймс Баттс | Лёгкая атлетика      | Мужчины, тройной прыжок                         |
| Серебро | Дебора Сэпентер Шейла Ингрэм Памела Джайлс Розалин Брайэнт | Лёгкая атлетика      | Женщины, эстафета 4×400 м                       |
| Серебро | Кэти Макмиллан | Лёгкая атлетика      | Женщины, прыжки в длину                         |
| Серебро | Кэлвин Коффи Майкл Стейнс | Академическая гребля | Мужчины, двойки распашные без рулевого          |
| Серебро | Джоан Линд | Академическая гребля | Женщины, одиночки                               |
| Серебро | Синди Брогдон Сюзан Ройцевич Энн Мейерс Луиза Харрис Нэнси Данкл Шарлотта Льюис Нэнси Либерман Гейл Маркис Патрисия Робертс Мэри Энн О'Коннор Пэт Саммитт Джульен Симпсон | Баскетбол            | Женщины                                         |
| Серебро | Чарльз Муни | Бокс                 | Мужчины, до 54 кг                               |
| Серебро | Ллойд Кизер | Вольная борьба       | Мужчины, до 68 кг                               |
| Серебро | Бенджамин Питерсон | Вольная борьба       | Мужчины, до 90 кг                               |
| Серебро | Рассел Хелликсон | Вольная борьба       | Мужчины, до 100 кг                              |
| Серебро | Майкл Пламб | Конный спорт         | Троеборье, личное первенство                    |
| Серебро | Джон Колиус Уолтер Глазго Ричард Хёпфнер | Парусный спорт       | Класс «Солинг»                                  |
| Серебро | Дэвид Макфолл Майкл Ротуэлл | Парусный спорт       | Класс «Торнадо»                                 |
| Серебро | Джек Бабашофф | Плавание             | Мужчины, 100 м вольным стилем                   |
| Серебро | Джон Нэйбер | Плавание             | Мужчины, 200 м вольным стилем                   |
| Серебро | Тимоти Шау | Плавание             | Мужчины, 400 м вольным стилем                   |
| Серебро | Роберт Хэкетт | Плавание             | Мужчины, 1500 м вольным стилем                  |
| Серебро | Питер Рокка | Плавание             | Мужчины, 100 м на спине                         |
| Серебро | Питер Рокка | Плавание             | Мужчины, 200 м на спине                         |
| Серебро | Джон Хенкен | Плавание             | Мужчины, 200 м брассом                          |
| Серебро | Джозеф Боттом | Плавание             | Мужчины, 100 м баттерфляем                      |
| Серебро | Стивен Грегг | Плавание             | Мужчины, 200 м баттерфляем                      |
| Серебро | Александр Макки | Плавание             | Мужчины, 400 м комплексным плаванием            |
| Серебро | Ширли Бабашофф | Плавание             | Женщины, 200 м вольным стилем                   |
| Серебро | Ширли Бабашофф | Плавание             | Женщины, 400 м вольным стилем                   |
| Серебро | Ширли Бабашофф | Плавание             | Женщины, 800 м вольным стилем                   |
| Серебро | Камилле Райт Ширли Бабашофф Линда Джезек Лаура Сиринг | Плавание             | Женщины, эстафета 4×100 м комбинированная       |
| Серебро | Грегори Луганис | Прыжки в воду        | Мужчины, вышка 10 м                             |
| Серебро | Маргарет Мёрдок | Стрельба             | Малокалиберная винтовка из трёх положений, 50 м |
| Серебро | Ли Джеймс | Тяжёлая атлетика     | Мужчины, до 90 кг                               |

### Бронза
| Медаль | Спортсмен | Вид спорта            | Дисциплина                             |
| ------ | --- | --------------------- | -------------------------------------- |
| Бронза | Дуэйн Эванс | Лёгкая атлетика       | Мужчины, 200 м                         |
| Бронза | Херман Фрэзиер | Лёгкая атлетика       | Мужчины, 400 м                         |
| Бронза | Рик Волхатер | Лёгкая атлетика       | Мужчины, 800 м                         |
| Бронза | Уилбур Дэвенпорт                                                                                                  | Лёгкая атлетика       | Мужчины, 110 м с барьерами             |
| Бронза | Дуайт Стоунс | Лёгкая атлетика       | Мужчины, прыжки в высоту               |
| Бронза | Дэвид Робертс | Лёгкая атлетика       | Мужчины, прыжки с шестом               |
| Бронза | Джон Пауэлл | Лёгкая атлетика       | Мужчины, метание диска                 |
| Бронза | Кэйт Шмидт | Лёгкая атлетика       | Женщины, метание копья                 |
| Бронза | Линн Силлиман Энн Уорнер Джеки Зок Марион Грег Пегги Маккарти Гейл Рикетсон Кэрол Браун Анита Дефранц Кэри Грейвз | Академическая гребля  | Женщины, восьмёрки распашные с рулевой |
| Бронза | Джон Тейт | Бокс                  | Мужчины, свыше 81 кг                   |
| Бронза | Джин Дэвис | Вольная борьба        | Мужчины, до 62 кг                      |
| Бронза | Стэнли Дзидзич | Вольная борьба        | Мужчины, до 74 кг                      |
| Бронза | Питер Кормэнн | Спортивная гимнастика | Мужчины, вольные упражнения            |
| Бронза | Аллен Коадж | Дзюдо                 | Мужчины, свыше 93 кг                   |
| Бронза | Хильда Гёрни Дороти Моркис Эдит Мастер                                                                            | Конный спорт          | Выездка, командное первенство          |
| Бронза | Деннис Коннер Конн Финдли                                                                                         | Парусный спорт        | Класс «Темпест»                        |
| Бронза | Джим Монтгомери                                                                                                   | Плавание              | Мужчины, 200 м вольным стилем          |
| Бронза | Дэниел Харригэн                                                                                                   | Плавание              | Мужчины, 200 м на спине                |
| Бронза | Ричард Колелла | Плавание              | Мужчины, 200 м брассом                 |
| Бронза | Гэри Холл-старший                                                                                                 | Плавание              | Мужчины, 100 м баттерфляем             |
| Бронза | Уильям Форрестер-младший                                                                                          | Плавание              | Мужчины, 200 м баттерфляем             |
| Бронза | Венди Вейнберг | Плавание              | Женщины, 800 м вольным стилем          |
| Бронза | Венди Боглиоли | Плавание              | Женщины, 100 м баттерфляем             |
| Бронза | Синтия Поттер | Прыжки в воду         | Женщины, трамплин 3 м                  |
| Бронза | Дебора Уилсон | Прыжки в воду         | Женщины, вышка 10 м                    |

## Результаты соревнований

### Академическая гребля
В следующий раунд из каждого заезда проходили несколько лучших экипажей (в зависимости от дисциплины). В финал A выходили 6 сильнейших экипажей, ещё 6 экипажей, выбывших в полуфинале, распределяли места в малом финале B
Мужчины
| Соревнование | Спортсмены               | Предварительный заезд | Предварительный заезд | Предварительный заезд | Отборочный заезд | Отборочный заезд | Отборочный заезд | Полуфинал | Полуфинал | Полуфинал | Финал   | Финал   | Итоговое место |
| Соревнование | Спортсмены               | Заезд                 | Время                 | Место                 | Заезд            | Время            | Место            | Заезд     | Время     | Место     | Время   | Место   | Итоговое место |
| ------------ | ------------------------ | --------------------- | --------------------- | --------------------- | ---------------- | ---------------- | ---------------- | --------- | --------- | --------- | ------- | ------- | -------------- |
| одиночки     | Джим Дитц                | 1                     | 7:24,98               | 5                     | 1                | 7:13,46          | 3 Q              | 2         | 7:09,13   | 5         | Финал B | Финал B | 7              |
| одиночки     | Джим Дитц                | 1                     | 7:24,98               | 5                     | 1                | 7:13,46          | 3 Q              | 2         | 7:09,13   | 5         | 7:58,70 | 1       | 7              |
| двойки       | Кэлвин Коффи Майк Стейнс | 1                     | 6:52,36               | 2 Q                   | не участвовали   | не участвовали   | не участвовали   | 2         | 6:33,25   | 1 QA      | Финал A | Финал A | 2              |
| двойки       | Кэлвин Коффи Майк Стейнс | 1                     | 6:52,36               | 2 Q                   | не участвовали   | не участвовали   | не участвовали   | 2         | 6:33,25   | 1 QA      | 7:26,73 | 2       | 2              |